# Cronos: The New Dawn
Cronos: The New Dawn é um futuro jogo de terror de sobrevivência de 2025 desenvolvido e publicado pela Bloober Team. O jogo está previsto para ser lançado para PlayStation 5, Windows e Xbox Series X/S em 2025.

## Jogabilidade
Cronos: The New Dawn é um jogo de survival horror jogado em uma perspectiva de terceira pessoa. O Viajante pode usar habilidades de combate corpo a corpo e uma variedade de armas de fogo, como pistolas e espingardas, para derrotar inimigos. Se os inimigos derrotados não forem eliminados adequadamente usando fogo, um inimigo sobrevivente se fundirá com os corpos mortos-vivos, criando uma versão endurecida e mais difícil do mesmo inimigo.

## Premissa
Cronos: The New Dawn acompanha o Viajante, que trabalha como agente para uma organização enigmática conhecida como Coletivo. O Viajante deve sobreviver em um deserto futurista e viajar de volta no tempo para a Polônia na década de 1980 para resgatar pessoas selecionadas que não sobreviveram à Mudança, um evento cataclísmico que transformou humanos em monstros conhecidos como "Órfãos".

## Desenvolvimento
Cronos: The New Dawn está sendo desenvolvido atualmente pela Bloober Team. O desenvolvimento do jogo começou no final de 2021, com a equipe que trabalhava em The Medium sendo designada para trabalhar em Cronos. A Bloober Team escolheu fazer um jogo de terror e ficção científica porque também estava trabalhando em um remake de Silent Hill 2, que apresentava temas mais realistas. O jogo apresenta um cenário retrofuturista, com a equipe comparando-o a Alien e aos filmes mais antigos de Star Wars. "New Dawn" é a área de jogo inicial em Cronos, e seu design foi inspirado em Cracóvia durante o regime comunista na década de 1980. O cenário foi baseado na arquitetura brutalista. A equipe foi inspirada por uma série de filmes e séries de televisão, como 12 Monkeys, Dark e Annihilation. O horror corporal inspirou o design dos inimigos do jogo, e The Thing foi citado pela equipe como uma fonte de inspiração. A equipe considerou Cronos como um jogo baseado em narrativa, que conta "uma história íntima sobre pessoas e personagens".
Após o lançamento de The Medium, o estúdio quis prosseguir com um projeto maior e deixar de fazer jogos de aventura para se dedicar a algo mais focado na jogabilidade. Em 2023, o cofundador da Bloober Team, Piotr Babieno, anunciou que o estúdio deixará de fazer jogos de terror psicológico e fará a transição para fazer jogos de "terror para o mercado de massa". Em termos de jogabilidade, o jogo foi inspirado em Dead Space e Alan Wake, ambos com mecânicas de combate únicas que incentivam os jogadores a serem estratégicos enquanto lutam contra os inimigos. O codiretor Jacek Zięba acrescentou que, em termos de jogabilidade, o jogo era "mais Resident Evil e menos Silent Hill".

## Lançamento
A Private Division foi originalmente definida para publicar Cronos: The New Dawn, embora tenha desistido do acordo em maio de 2024. Em outubro de 2024, o jogo foi anunciado oficialmente pela Bloober Team, que publicará o jogo por conta própria. O lançamento está previsto para PlayStation 5, Windows e Xbox Series X/S em 2025.
Em 8 de junho de 2025, durante a Xbox Games Showcase 2025, a Bloober Team anunciou, junto com o trailer, uma janela de lançamento para a primavera de 2025. 